# Juan José Galeano
Juan José Galeano (Buenos Aires, 11 de marzo de 1958) es un abogado argentino, de extensa carrera, conocido por ser el juez que fue destituido de la causa por el Ataque terrorista a la AMIA. Se desempeñó como profesor en diversas universidades (Universidad Kennedy, Universidad de Buenos Aires, Universidad del Salvador) y en la Academia Superior de la Policía Federal.

## Biografía
El exjuez Galeano es hijo de Juan Néstor Galeano y de Susana Foronda. En 1993 fue nombrado Juez de la Nación Argentina (cargo que ocupó hasta el año 2005), gracias al apoyo de Hugo Anzorreguy ―director de la SIDE (Secretaría de Inteligencia del Estado)― durante la gestión de Carlos Saúl Menem.
Intervino como secretario o funcionario en casos relevantes como: el enriquecimiento ilícito de María Julia Alsogaray, Adolfo Rodríguez Saa y  el matrimonio de Néstor Kirchner y Cristina Fernández de Kirchner;  el affaire Remigio González Moreno; la Operación Cóndor; varias causas de narcotráfico internacional, entre otros.
El 18 de julio de 1994, una explosión destruyó la sede de la AMIA en la Ciudad de Buenos Aires. Esta causa, llamada comúnmente «causa Amia» correspondió al juzgado federal n.º 9, del cual Juan José Galeano era juez federal (entre los años 1993 y 2005).
Desde julio de 1994 hasta diciembre de 2003 investigó el atentado contra la AMIA y causas de corrupción conexas, determinando qué ocurrió, cómo ocurrió, cuál fue el arma utilizada, los explosivos que detonaron y las responsabilidades que pudieron detectarse, y realizando más de 60 denuncias por distintos temas relacionados con la investigación.
En 2001 ―tras 7 años de investigaciones― empezó el juicio oral en el cual tres años después se terminó acusando a Galeano y dejando a todos los imputados libres.
El 3 de septiembre de 2005, Juan José Galeano fue destituido de sus funciones como juez federal, y procesado por falso testimonio y por pagar sobornos en la causa del atentado terrorista (el mayor ataque contra judíos desde la Segunda Guerra Mundial, con 85 personas muertas y 300 heridas).
El 28 de febrero de 2019 fue declarado culpable por el Tribunal Oral en lo Criminal Federal 2 compuesto por los jueces Jorge Gorini, Karina Perilli y Néstor Guillermo Costabel por los delitos de peculado, prevaricato, privación ilegal de la libertad, encubrimiento y violación de medios de prueba  y condenado a cumplir seis años de prisión en la causa por el atentado a la AMIA ocurrido el 18 de julio de 1994.